# Dryopteris nubigena
Dryopteris nubigena là một loài thực vật có mạch trong họ Dryopteridaceae. Loài này được Maxon & C.V. Morton miêu tả khoa học đầu tiên năm 1937.